# Gabriel Gravier
Pour les articles homonymes, voir Gabriel Gravier (homonymie).
 (mars 2019).
Si vous disposez d'ouvrages ou d'articles de référence ou si vous connaissez des sites web de qualité traitant du thème abordé ici, merci de compléter l'article en donnant les références utiles à sa vérifiabilité et en les liant à la section « Notes et références ».
Gabriel Gravier (né le 19 mars 1928 à Villers-Robert - mort le 25 avril 1996 à Colmar) est un écrivain autodidacte et un ancien inspecteur d'assurances français.

## Biographie
En 1966, il obtient le 1er prix des Poètes de L'Est pour son recueil de poésie Si Belfort m'était chanté. Président de l'Amicale des Lettres belfortaine, vice-président des associations culturelles sœurs de la Vallée de l'Ognon et du Pays de Montbéliard, il aimait beaucoup son pays jurassien et pour écrire un hymne à sa gloire, sorte de recherche généalogique sur ses ancêtres, il fait de patientes recherches, avec consultations de sources multiples, regroupements, vérifications de faits et dates. Ainsi parait aux Éditions Belfort en 1974 Essai sur l'histoire des paroisses, églises et chapelles de Villers-Robert, le Dechaux et Seligney.
Dans les volumes d'Alsace, il a recensé environ 1480 légendes dont 350 principales, 130 légendes incluses dans les textes de ces dernières et les titres de près de 1000 légendes signalées dans le répertoire cantonale et alphabétique. Ce travail colossal de recherches des écrits et des traditions, l'obligea aussi tout au long de son périple à établir des comparaisons avec le folklore oral d'autres régions françaises et des pays voisins, décelant l'origine celtique, germanique, gréco-latine, orientale etc. de telle légende.
Grâce à son opiniâtreté, comme le dit son préfacier Jean Braun, tant sur le plan de la recherche et de l'écriture, que sur celui de l'édition et de la diffusion, il a réussi l'exploit de la parution de ce travail de Romain ou de Bénédictin, révélant le légendaire alsacien, sorte de mémoire collective dans son immense richesse, assumant entièrement seul la lourde charge financière.
Il a enrichi de travail de 140 notices biographiques d'auteurs alsaciens, d'une biographie générale se rapportant à plus de deux cents auteurs et à près de trois cents ouvrages, revues ou articles. Il s'est aussi astreint à composer trois précieux index détaillés avec noms de lieux, de personnes, thèmes divers.
Il décède à l'hôpital de Colmar le 25 avril 1996 à 68 ans. Ses obsèques sont célébrées dans l'intimité en la cathédrale Saint-Christophe de Belfort. Il repose au cimetière belfortain de Brasse.

## Œuvres
- Contes et Légendes du Territoire de Belfort, Ed. la frontière, 1876 (ouvrage réédité en 1982)
- Nos ancêtres les Bressans (étude généalogique hors commerce)
- Franche-Comté, pays des Légendes, Lons-le-Saunier, Ed. Marque-Maillard  (4 vol.1980-1985)
- Au pays de Marcel Aymé, les Villerobertises, Dole, Ed La nouvelle revue franc-comtoise, 1982
- Le tour de France, poèmes sur nos provinces, Dole, Ed. la Nouvelle revue franc-comtoise, 1982
- Légendes de la Bresse et du Bugey, Ed. Bourg-en Bresse, 1984
- Légendes des Vosges, Ed. Belfort, 1985
- Histoire de la Franche-Comté (tome I), avec la collaboration de Jean Girardot, Lons-le-Saunier, Ed. Marque-Maillard, 1985
- Légendes d'Alsace, (4 tomes, 1986-1989), collection du Mouton Bleu, Ed. Belfort